# Bahnstrecke Manchester–Lawrence
| Gesellschaft: | PAR                  |                                          |                                          |
| Streckenlänge: | 43,89 km             |                                          |                                          |
| Spurweite: | 1435 mm (Normalspur) |                                          |                                          |
| |                      |                                          |                                          |
| Gleise: | 1                    |                                          |                                          |
| \| \| \| \| \| \| \| \| von Concord \| \| \| \| 0,00 \| Manchester NH \| Manchester NH \| \| \| \| nach Nashua \| \| \| \| \| nach Candia \| \| \| \| ? \| Nutts Pond NH \| Nutts Pond NH \| \| \| 5,99 \| Manchester-Boston Regional Airport \| Manchester-Boston Regional Airport \| \| \| \| (früher Willey, Grenier AFB) \| \| \| \| 9,82 \| Londonderry NH \| Londonderry NH \| \| \| 12,72 \| Wilson NH (früher Wilsons) \| Wilson NH (früher Wilsons) \| \| \| 18,04 \| Derry NH \| Derry NH \| \| \| \| Verbindung zur Straßenbahn Chester–Derry \| \| \| \| 23,13 \| Windham NH (früher Windham Junction) \| Windham NH (früher Windham Junction) \| \| \| \| Worcester–Rochester \| \| \| \| 29,66 \| Canobie Lake NH \| Canobie Lake NH \| \| \| 32,58 \| Salem NH \| Salem NH \| \| \| \| Anschlussgleis Rockingham Park \| \| \| \| 37,65 \| Hampshire Road (früher Messers) \| Hampshire Road (früher Messers) \| \| \| 38,08 5,81 \| Anfang Methuen Branch (Grenze MA/NH) \| Anfang Methuen Branch (Grenze MA/NH) \| \| \| 4,04 \| Methuen MA \| Methuen MA \| \| \| 1,26 \| North Lawrence MA (früher Essex Street) \| North Lawrence MA (früher Essex Street) \| \| \| \| Merrimack River \| \| \| \| \| von Agamenticus \| \| \| \| 0,00 \| South Lawrence MA \| South Lawrence MA \| \| \| \| nach Wilmington und Lowell \| \| |                      |                                          |                                          |
| |                      |                                          |                                          |
| Strecke |                      | von Concord                              | von Concord                              |
| Dienststation / Betriebs- oder Güterbahnhof | 0,00                 | Manchester NH                            | Manchester NH                            |
| Abzweig ehemals geradeaus und nach rechts |                      | nach Nashua                              | nach Nashua                              |
| Abzweig geradeaus und nach links (Strecke außer Betrieb) |                      | nach Candia                              | nach Candia                              |
| Haltepunkt / Haltestelle (Strecke außer Betrieb) | ?                    | Nutts Pond NH                            | Nutts Pond NH                            |
| Haltepunkt / Haltestelle (Strecke außer Betrieb) | 5,99                 | Manchester-Boston Regional Airport       | Manchester-Boston Regional Airport       |
| Strecke (außer Betrieb) |                      | (früher Willey, Grenier AFB)             | (früher Willey, Grenier AFB)             |
| Bahnhof (Strecke außer Betrieb) | 9,82                 | Londonderry NH                           | Londonderry NH                           |
| Haltepunkt / Haltestelle (Strecke außer Betrieb) | 12,72                | Wilson NH (früher Wilsons)               | Wilson NH (früher Wilsons)               |
| Bahnhof (Strecke außer Betrieb) | 18,04                | Derry NH                                 | Derry NH                                 |
| Abzweig geradeaus und von links (Strecke außer Betrieb) |                      | Verbindung zur Straßenbahn Chester–Derry | Verbindung zur Straßenbahn Chester–Derry |
| Bahnhof (Strecke außer Betrieb) | 23,13                | Windham NH (früher Windham Junction)     | Windham NH (früher Windham Junction)     |
| Kreuzung (Strecken außer Betrieb) |                      | Worcester–Rochester                      | Worcester–Rochester                      |
| Bahnhof (Strecke außer Betrieb) | 29,66                | Canobie Lake NH                          | Canobie Lake NH                          |
| Bahnhof (Strecke außer Betrieb) | 32,58                | Salem NH                                 | Salem NH                                 |
| Abzweig geradeaus und von rechts (Strecke außer Betrieb) |                      | Anschlussgleis Rockingham Park           | Anschlussgleis Rockingham Park           |
| Haltepunkt / Haltestelle (Strecke außer Betrieb) | 37,65                | Hampshire Road (früher Messers)          | Hampshire Road (früher Messers)          |
| Kilometer-Wechsel (Strecke außer Betrieb) | 38,08 5,81           | Anfang Methuen Branch (Grenze MA/NH)     | Anfang Methuen Branch (Grenze MA/NH)     |
| Dienststation / Betriebs- oder Güterbahnhof (Strecke außer Betrieb) | 4,04                 | Methuen MA                               | Methuen MA                               |
| Bahnhof (Strecke außer Betrieb) | 1,26                 | North Lawrence MA (früher Essex Street)  | North Lawrence MA (früher Essex Street)  |
| Brücke über Wasserlauf (Strecke außer Betrieb) |                      | Merrimack River                          | Merrimack River                          |
| Abzweig ehemals geradeaus, ehemals nach links und von links |                      | von Agamenticus                          | von Agamenticus                          |
| Dienststation / Betriebs- oder Güterbahnhof | 0,00                 | South Lawrence MA                        | South Lawrence MA                        |
| Strecke |                      | nach Wilmington und Lowell               | nach Wilmington und Lowell               |

Die Bahnstrecke Manchester–Lawrence ist eine Eisenbahnverbindung in Massachusetts und New Hampshire (Vereinigte Staaten). Sie ist knapp 44 Kilometer lang und verbindet die Städte Manchester und Lawrence. Der größte Teil der Strecke, nämlich der Abschnitt Manchester–Salem, ist stillgelegt und abgebaut. Der verbleibende Abschnitt gehört den Pan Am Railways, ist aber außer Betrieb.

## Geschichte
Die 1847 gegründete Manchester and Lawrence Railroad (M&L) hatte eine Konzession zum Bau und Betrieb einer Eisenbahn zwischen ihren namensgebenden Städten erhalten, jedoch nur vom Bundesstaat New Hampshire. Die etwa 44 Kilometer lange, normalspurige Strecke ging für den Personenverkehr am 13. November 1849 in Betrieb, der Güterverkehr wurde am 1. Januar 1850 eröffnet. Den in Massachusetts liegenden, 5,81 Kilometer langen Abschnitt hatte die Boston and Maine Railroad gebaut. Mit Betriebseröffnung pachtete die M&L diesen Streckenteil, der von der Boston&Maine als Northern Branch und ab etwa 1869 als Methuen Branch geführt wurde.
Ab 1887 führte die Boston&Maine den Betrieb auf der Nebenstrecke. Sie baute 1935 ein Anschlussgleis zur Rennbahn Rockingham Park in Salem, das noch bis 1960 von Sonderzügen bei Rennveranstaltungen benutzt und erst um 1999 abgebaut wurde. Der reguläre Personenverkehr zwischen Manchester und Lawrence endete im Juli 1953, nachdem zuletzt nur noch ein gaselektrischer Triebwagen werktags einmal pro Richtung verkehrte.
Mit Übernahme der Betriebsführung 1983 durch die Guilford Transportation, seit 2006 unter dem Namen Pan Am Railways, wurde das mittlere Streckenstück zwischen Salem und Derry stillgelegt. Drei Jahre später folgte der Abschnitt Derry–Londonderry. Nachdem im November 1998 der einzige Kunde auf dem nördlichen Streckenteil weggefallen war, wurden im Bereich der früheren Grenier Air Force Base, die zum Verkehrsflughafen ausgebaut werden sollte, die Gleise durch die Stadt Manchester entfernt und die Trasse mit einer neuen Start- und Landebahn überbaut. Die offizielle Stilllegung des Abschnitts Manchester–Londonderry erfolgte erst 2000. Der Abschnitt Lawrence–Salem ist nicht offiziell stillgelegt, aber seit den 1980er Jahren bereits außer Betrieb und nicht mehr befahrbar.

## Personenverkehr
Der Fahrplan vom 28. September 1913 sah sechs werktägliche und vier sonntägliche Personenzugpaare vor. Die Reisezeit betrug 53 bis 68 Minuten. Zu allen Zügen der Strecke bestand in Lawrence Anschluss von und nach Boston.
Im Fahrplan vom 15. Januar 1934 gab es nur noch drei werktägliche und ein sonntägliches Zugpaar sowie einen werktäglichen Frühzug von Methuen nach Lawrence. Zusätzlich verkehrten Busse, die darüber hinaus in Wilson hielten, jedoch Windham ohne Halt passierten. Die Reisezeit mit dem Zug lag zwischen 62 und 68 Minuten, die Busse benötigten 73 Minuten.

## Streckenbeschreibung
Die Strecke beginnt in Manchester, wo sie aus der Bahnstrecke Nashua–Concord nach Südosten hin abzweigt. Die gesamte Strecke ist relativ kurvenarm. Südlich der Stadt kreuzt heute eine der Landebahnen des Flughafens die ehemaligen Bahntrasse. Nachdem die Strecke das Flughafengelände passiert hat, biegt sie zunächst nach Osten ab um nach der Unterquerung der Interstate 93 den südöstlichen Kurs wieder aufzunehmen. Durch Derry hindurch verläuft die Strecke weiter bis nach Windham, wo von 1874 bis 1935 die Bahnstrecke Worcester–Rochester niveaugleich kreuzte. Im weiteren Verlauf durchquert die Trasse die Stadt Salem und passiert die Rennbahn Rockingham Park, an die heute ein Einkaufszentrum angeschlossen ist. Kurz nach der Querung der Hampshire Road ist die Staatsgrenze nach Massachusetts erreicht, die bis zur Übernahme der gesamten Strecke durch die Boston&Maine auch die Eigentumsgrenze zwischen der Manchester&Lawrence und der Boston&Maine darstellte. Durch Methuen hindurch erreicht die Strecke dann die Stadt Lawrence, wo sie zunächst den Merrimack River überquert und dann in einem Gleisdreieck in die Bahnstrecke Wilmington–Agamenticus einmündet.